# Гу Хон
Гу Хон (кит.: 谷红; нар. 6 листопада 1988) — китайська боксерка, срібна призерка Олімпійських ігор 2020 року.

## Любительська кар'єра
Чемпіонат світу 2016
- 1/8 фіналу:Перемогла Гультен Тукер (Туреччина) — 3-0
- 1/4 фіналу:Перемогла Міріам Джабраїлову (Азербайджан) — 3-0
- 1/2 фіналу:Перемогла Еліну Густафсон (Фінляндія) — 2-0
- Фінал:Програла Валентині Хальзовій (Казахстан) — 2-1

Чемпіонат світу 2018
- 1/8 фіналу:Перемогла Ангелу Каріні (Італія) — 5-0
- 1/4 фіналу:Перемогла Луцію Перес (Аргентина) — 5-0
- 1/2 фіналу:Перемогла Надін Апец (Німеччина) — 4-1
- Фінал:Програла Чень Няньцінь (Китайський Тайбей) — 2-3

Олімпійські ігри 2020
- 1/8 фіналу:Перемогла Бейсон Манікон (Таїланд) — 5-0
- 1/4 фіналу:Перемогла Ацінда Пангуана (Мозамбік) — 5-0
- 1/2 фіналу:Перемогла Оше Джонс (США) — 4-1
- Фіналу:Програла Бусеназ Сюрменелі (Туреччина) — 3-0